# Песня о Кольцове
«Песня о Кольцове» — советский историко-биографический художественный фильм о жизни русского поэта Алексея Кольцова (1809—1842).
Дебют в кино актрисы Татьяны Лавровой.

## Сюжет
1830-е годы. Сын воронежского мещанина, Алексей Кольцов всю свою недолгую жизнь был вынужден заниматься торговыми делами отца. Но Алексей тянется совсем к другому. Ещё в училище он полюбил чтение, первые прочитанные им книги были сказками. Эти книги он покупал на полученные деньги, лакомства и игрушки, полученные от родителей. Затем он стал читать стихи и наконец начал сочинять сам. Однако отец не одобряет увлечение сына поэзией. Литератор Николай Станкевич издал стихи Кольцова в Петербурге, и его имя стало известным. Разъезжая по торговым делам отца, Кольцов встречался с различными людьми, собирал фольклор. Его лирика воспевала простых крестьян, их труд и их жизнь. Алексей полюбил молодую вдову Варю Лебедеву и хотел начать с ней новую жизнь в Петербурге. Однако дикая атмосфера в доме и травля воронежских лжелитераторов привели Кольцова к депрессии и скоротечной чахотке: покинутый всеми, он умер в возрасте 33-х лет.

## В ролях
- Виталий Коняев — Алексей Кольцов
- Александра Завьялова — крепостная девушка Дуня
- Татьяна Лаврова — Варя Лебедева
- Елена Максимова — мать Кольцова
- Всеволод Санаев — отец Кольцова
- Галина Марачева — Анисья, сестра Кольцова
- Виктор Борцов
- Евгений Гуров
- Игорь Озеров
- Людмила Глазова — тётя Лиза
- Алексей Грибов — Кашкин
- Лев Золотухин — Кирилл
- Михаил Названов — Волков
- Евгений Тетерин — Дацков
- Александр Михайлов — А. С. Пушкин
- Анатолий Соловьёв — Башкирцев
- Александра Попова — Дарья

## Съёмочная группа
- Режиссёры: Владимир Герасимов
- Автор сценария: Владимир Кораблинов
- Операторы: Борис Арецкий, Галина Пышкова
- Художник-постановщик: Евгений Свидетелев
- Композитор: Василий Дехтерев